# Митягино (железнодорожная станция)
Митя́гино — железнодорожная станция (как тип населённого пункта) Новочемодановского сельсовета Лев-Толстовского района Липецкой области.

## Население
| 2000 | 2010 |
| ---- | ---- |
| 11   | ↘2   |